# Fordův–Fulkersonův značkovací algoritmus
Fordův-Fulkersonův značkovací algoritmus je obecný postup značkování nenasycené cesty v grafu při výpočtu maximálního toku.

## Maximální tok v grafu při užití Fordovy-Fulkersonovy metody
Nechť Xk je současný maximální tok grafem.
Nechť xk je nalezený přírůstek maximálního toku v grafu.
Pak nový maximální tok lze vyjádřit jako Xk+1 = Xk + xk.

### Oprava současných toků
Opravíme toky v grafu na hranách na cestě označené Fordovou-Fulkersonovou metodou.
Nechť xij je současný tok hranou hij.
- pro nenasycené hrany orientované ve směru toku se nový tok rovná xk+1ij = xkij + xk

- pro hrany, kde existuje tok orientovaný proti směru současného " - xij " se nový tok rovná xk+1ij = - xkij + xk

- pro ostatní se tok nemění xk+1 = xk

## Fordův-Fulkersonův značkovací algoritmus
1. Označme vstupní uzel sítě značkou " +0 "
2. Hledáme cestu z vstupního uzlu do výstupního uzlu sítě. Každý vedlejší uzel j, do něhož existuje nenasycená cesta z uzlu i ve směru toku označíme značkou " + i ", každý vedlejší uzel, který obsahuje tok proti směru proudu " - xij" označíme značkou " -i ". Určíme hodnotu přírůstku toku xk jako xk = min (kij - xij), kde kij je kapacita hrany hij.
3. Pokud nejsme schopni nalézt touto metodou cestu ze vstupu do výstupu, výpočet končí. Současný nalezený maximální tok je konečným maximálním tokem na síti.